# Chœur des gitans
Pour les articles homonymes, voir Gitans, Forgeron et Enclume.
Le Chœur des gitans (ou Chœur des bohémiens ou Chœur des forgerons ou Chœur des enclumes ou Voyez ! La nuit obscure ; Le fosche notturne spoglie ou Coro di zigani, en italien) est un air d'opéra romantique tragique pour chœur et orchestre symphonique, du compositeur italien Giuseppe Verdi, de son opéra Le Trouvère (Il trovatore) de 1853. Il est interprété dans la scène 1 du 2e acte (« La Gitane ») par un chœur de gitans d'Espagne en train de battre le fer sur des enclumes. Ce chef-d'œuvre du maestro fait partie de ses airs les plus célèbres, avec entre autres Va, pensiero de Nabucco, La donna è mobile de Rigoletto, Libiamo ne' lieti calici et le Chœur des bohémiennes de La traviata, ou encore la Marche triomphale d'Aida.

## Histoire
Ce célèbre air grandiose d'opéra est inspiré de l'air du Chœur des bohémiennes de l'opéra La traviata de Verdi, de la même époque, et des œuvres tragiques majeurs du romantisme du XIXe siècle.  
Résumé du 2e acte (« La Gitane ») de ce mélodrame lyrique d'opéra romantique tragique :

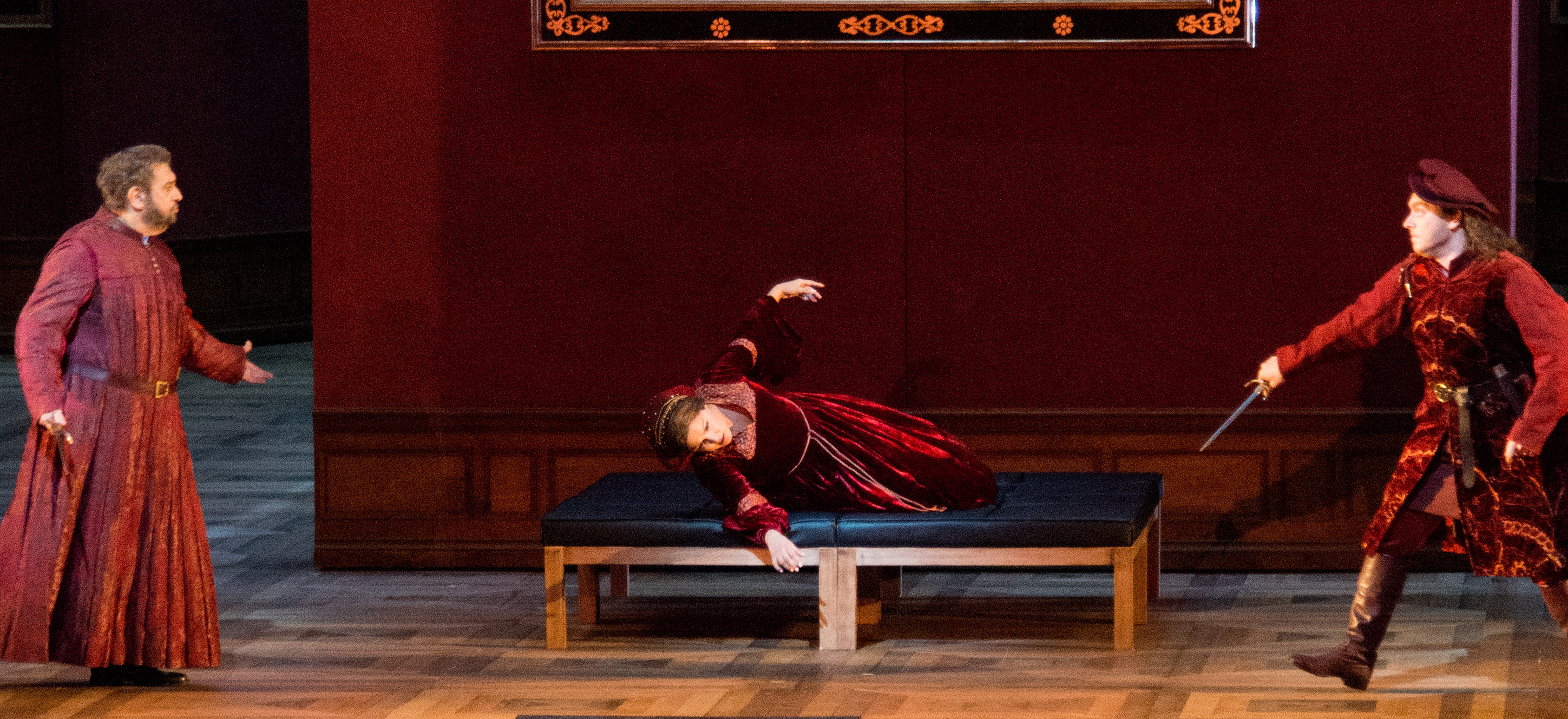
Plácido Domingo (le comte de Luna), Anna Netrebko (Leonora), et Francesco Meli (Manrico), au Festival de Salzbourg en Autriche.

La bohémienne intrigante Azucena est assise avec son fils adoptif Manrico autour du feu de son camp de gitans en Espagne (qui chantent cet air « Le Chœur des gitans forgerons »). Elle lui révèle alors comment sa mère a été condamnée à mort un jour à tort à brûler vive au bucher pour sorcellerie par le comte de Luna (père). Elle lui demande de la venger sans lui dire que le comte est en réalité son véritable père (à qui elle l'a enlevé à la naissance, puis l'a élevé comme son propre fils en attendant patiemment l'heure de sa cruelle et funeste vengeance). Il lui répond avoir entendu une voix du ciel, le suppliant d'épargner la vie du comte. 
Le comte de Luna (fils) est amoureux de Leonora, qui aime Manrico (qui se fait passer pour un chevalier-troubadour). Manrico vient la sauver du couvent pour l'épouser, et engage alors le combat en duel à mort avec son rival le comte de Luna (fils) qui le condamne à mort (seule Azucena sait qu'ils sont en réalité frère)...

## Reprises et adaptations
Ce titre est repris entre autres avec succès en version instrumentale swing-jazz « Anvil Choris » par le big band américain de Glenn Miller, chez Bluebird Records (1943).

## Au cinéma
- 1929 : Noix de coco, film musical comique américain des Marx Brothers.